# Klasyfikacja (górnictwo)
Klasyfikacja (górnictwo) – proces przeróbki kopalin, w którym następuje separacja ich mieszanin na dwa lub więcej produktów ze względu na wielkość ziaren.
W przypadku przeróbki kopalin stosuje się klasyfikację:
- sitową
- hydrauliczną
- powietrzną

## Klasyfikacja sitowa
Jest to najbardziej rozpowszechniona sposób rozdziału ziaren według wielkości. Celem przesiewania jest rozdział materiału sypkiego na klasy ziarnowe, czyli zbiory produktów o określonym zakresie wielkości ziarn od najmniejszych do największych. Rozdziału dokonuje się na przesiewaczach. W przemyśle proces przesiewania wykorzystuje się najczęściej w zakresie ziaren od 300 mm do 0,04 mm, przy czym efektywność przesiewania spada gwałtownie wraz ze zmniejszaniem się wielkości ziaren. Przesiewanie na sucho jest zwykle ograniczone do materiału o wielkości ziaren powyżej 5 mm, podczas gdy przesiewanie na mokro zwykle kończy się na ok. 0,25 mm.

## Klasyfikacja hydrauliczna
Przy klasyfikacji materiału w ośrodku płynnym (w gazie, w cieczy) wykorzystuje się różnicę prędkości opadania cząstek mineralnych o różnej wielkości i gęstości. Jest to tzw. klasyfikacja przepływowa. Prędkość opadania ziaren mineralnych w wodzie, czyli tzw. prędkość sedymentacji fazy stałej, jest jednym z podstawowych parametrów wpływających na obliczenia osadników i klasyfikatorów, a także osadzarek. Jego wartość ma duże znaczenie dla wyników osiąganych w poszczególnych operacjach technologicznych podczas przeróbki kopalin. Procesy klasyfikacji hydraulicznej prowadzi się na klasyfikatorach hydraulicznych, które odznaczają się wielką różnorodnością rozwiązań konstrukcyjnych. Ponieważ jednak, prędkość osiadania cząstek w środowisku wodnym zależy nie tylko od ich  wielkości, ale również ciężaru właściwego oraz kształtu, ich zachowanie się jest ważne we wszystkich procesach separacji grawitacyjnej.
W przypadku jednak, gdy należy sklasyfikować ziarna bardzo drobne, które, w ośrodku ciekłym, mają tendencję do poruszania się ruchem laminarnym, ich prędkość przemieszczania się w ośrodku jest bardzo mała. Proces ten można przyspieszyć poprzez wykorzystanie siły odśrodkowej zamiast siły ciężkości. W celu wywołania siły odśrodkowej ciecz wprowadza się w ruch wirowy. Jest to tzw. klasyfikacja odśrodkowa. Urządzeniami wykorzystującymi klasyfikację odśrodkową są hydrocyklony i wirówki klasyfikujące. Hydrocyklony mogą klasyfikować w szerokim zakresie rozmiarów (typowo 0,005–0,5 mm), przy czym mniejsze jednostki używane są do drobniejszej klasyfikacji.

## Klasyfikacja powietrzna
Klasyfikacja przepływowa zachodzi wówczas, gdy proces rozdziału ziaren przebiega w ośrodku gazowym (najczęściej w powietrzu). Klasyfikatory powietrzne (aerodynamiczne), zwane również często separatorami powietrznymi, mają w przeróbce kopalin mniejsze znaczenie niż klasyfikatory hydrauliczne.